# NGC 91
NGC 91 é uma estrela na direção da constelação de Andromeda. O objeto foi descoberto pelo astrônomo William Parsons em 1854, usando um telescópio refletor com abertura de 72 polegadas.